# NRK P2
NRK P2 ist ein Hörfunkprogramm der norwegischen staatlichen Rundfunkgesellschaft Norsk rikskringkasting (NRK). Der Sender wurde nach der NRK-Radio-Reform 1984 gegründet, die von Hörfunkdirektor Tor Fuglevik initiiert worden war. Den Vorgängersender gab es bereits seit 1984. 
NRK P2 ist der Kulturkanal von NRK. Der Sender hat seinen Sitz in Oslo.
1999 erhielt NRK P2 den Fritt-Ord-Preis.